# Предел (нос)
Вижте пояснителната страница за други значения на Предел.
Носът Предел (на английски: Predel Point) е скалист морски нос на североизточния бряг на остров Анвер, вдаващ се 500 м на югоизток в залива Фурние между ледник Резос на североизток и ледник Тамирис 4 км на югозапад. Разположен 10.72 км югозападно от нос Дралфа, 15.03 км на запад-югозапад от нос Ендрюс и 3.77 км северно от нос Студена.
Координатите му са: 64°32′08″ ю. ш. 63°12′43″ з. д. / 64.535556° ю. ш. 63.211944° з. д..
Наименуван е на седловината Предел в Югозападна България. Името е официално дадено на 23 ноември 2009 г.
Британско картографиране от 1980 г.

## Карти
- British Antarctic Territory. Scale 1:200000 topographic map No. 3217. DOS 610 – W 64 62. Tolworth, UK, 1980.
- Antarctic Digital Database (ADD). Scale 1:250000 topographic map of Antarctica. Scientific Committee on Antarctic Research (SCAR). Since 1993, regularly upgraded and updated.